# فرانشيسكو كوسيغا
فرانشيسكو كوسيغا (بالإيطالية: Francesco Cossiga)‏ سياسي إيطالي (26 يوليو 1928 -17 أغسطس 2010) تولى رئاسة الحكومة في إيطاليا من 4 أغسطس 1979 إلى 18 أكتوبر 1980 ثم تولى رئاسة الجمهورية بعد ذلك من 1985 إلى 1992.
تولى كوسيغا حقائب وزارية في الحكومة الإيطالية عدة مرات، كانت أهمها حقيبة الداخلية. أعاد كوسيغا، عندما كان وزيرًا للداخلية، هيكلة الشرطة الإيطالية وقوات الدفاع المدني ووكالة الخدمة السرية الإيطالية. حصل كوسيغا على لقب «الرجل الحديدي» بعد اعتماده القوة في قمع الاحتجاجات العامة في إيطاليا ووصف بالرجل الجبار. شهدت الفترة التي شغل فيها كوسيغا منصب وزير الداخلية حادثة اختطاف وقتل ألدو مورو من قبل منظمة الألوية الحمراء وكانت سببًا لتقديمه استقالته لرئيس الحكومة الإيطالية في عام 1978. كان كوسيغا يشغل منصب رئيس الوزراء الإيطالي عندما وقع تفجير محطة بولونيا في عام 1980.
قبل الانخراط في الحياة السياسية، عمل كوسيغا أستاذًا في القانون الدستوري في جامعة ساساري الإيطالية.

## أولى سنوات حياته
ولد فرانشيسكو كوسيغا في مدينة ساساري في 26 يوليو من عام 1928، لجوزيبي كوسيغا وماريا «ماريوتشيا» زانفارينو المنتميين لعائلة برجوازية جمهورية معادية للفاشية من الطبقة الوسطى. كان كوسيغا ابن عم الأخوين إنريكو وجيوفاني بيرلينغيز (أبناء ماريو بيرلينجيز وماريا «ماريوتشيا» لوريجا) من الدرجة الثانية لأن جديهما من ناحية الأم، أنطونيو زانفارينو وجيوفاني لوريجا، كانا أخوين غير شقيقين من طرف والدتهما. مع أن اسم العائلة كان يلفظ كوسيغا، فإن النطق الأصلي للقب هو كاسيا. يشير لقب العائلة باللغتين السردينية والساسارية إلى كورسيكا (جزيرة فرنسية في البحر المتوسط) ما يشير إلى المنطقة التي تعود أصول العائلة إليها.
في سن السادسة عشر تخرج كوسيغا في مدرسة دومينيكو ألبرتو أزوني الكلاسيكية، متقدمًا بثلاث سنوات على أقرانه. في العام التالي لتخرجه، التحق كوسيغا بالحزب الديموقراطي المسيحي الإيطالي، وبعد ثلاث سنوات (في سن التاسعة عشر) حصل كوسيغا على شهادة البكالوريوس في القانون، وبدأ حياته المهنية الجامعية بصفته أستاذًا في القانون الدستوري في كلية فقه القانون في جامعة ساساري. 
انضم كوسيغا خلال حياته الجامعية إلى الاتحاد الكاثوليكي لطلاب الجامعات بصفته عضو، وشغل منصب قائدٍ لجمعية ساساري. 

## بدايات حياته السياسية
بعد الانتخابات العامة لعام 1958، انتُخب كوسيغا لمجلس النواب لأول مرة عن دائرة كالياري ساساري الانتخابية.  
في شهر فبراير من عام 1966، أصبح كوسيغا أصغر وكيل لوزارة الدفاع في عهد رئيس الحكومة ألدو مورو، واضطر، خلال فترة شغله لهذا المنصب، أن يواجه تداعيات مؤامرة بيانو سولو الانقلابية.
شغل كوسيغا في الفترة الممتدة شهر نوفمبر 1974 وحتى نوفمبر 1976 منصب وزير الإدارة العامة في حكومة مورو الرابعة.

## عمله وزيرًا للداخلية الإيطالية
في 12 فبراير من عام 1976، عُين كوسيغا وزيرًا للداخلية الإيطالية من قبل رئيس الوزراء ألدو مورو. خلال فترة شغله لهذا المنصب، أعاد كوسيغا هيكلة الشرطة الإيطالية وقوات الدفاع المدني، ووكالة الخدمة السرية الإيطالية. . حصل كوسيغا على لقب «الرجل الحديدي» بعد اعتماده القوة في قمع الاحتجاجات العامة في إيطاليا ووصف بالرجل الجبار. علاوة على ذلك، غالبًا ما كان بظهر اسم كوسيغا، خلال فترة حكمه، بالشكل التالي «Koᛋᛋiga» المتضمن شعار (ᛋᛋ) الخاص بقوات الأمن الخاصة، شوتزشتافل.

## روابط خارجية
- فرانشيسكو كوسيغا على موقع مونزينجر (الألمانية)
- فرانشيسكو كوسيغا على موقع إن إن دي بي (الإنجليزية)